# مجلس السيادة السوداني (1964-1965)
مجلس السيادة السوداني الثاني أو مجلس السيادة الثاني في السودان ثاني مجلس سيادة في السودان، وجاء المجلس بعد ثورة أكتوبر في السودان التي أطاحت بحكم الفريق إبراهيم عبود وقضت بحل المجلس الأعلى للقوات المسلحة الذي كان يدير شؤون البلاد. حكم مجلس السيادة الثاني السودان لفترة انتقالية ما بين 21 أكتوبر 1964 وحتى 8 مايو 1965، وتكوّن من خمسة أعضاء. وانتهت فترته بعد إجراء انتخابات نيابية عامة، كانت الثالثة في تاريخ السودان.

## أعضاء المجلس
تشكل مجلس السيادة السوداني الثاني من:
- الدكتور عبد الحليم محمد
- لويجي أدوك
- إبراهيم يوسف سليمان
- الدكتور مبارك الفاضل شداد
- الدكتور التجاني الماحي